# Jakub Kałuziński
Jakub Kałuziński (Gdansk, 31 de octubre de 2002) es un futbolista polaco que juega en la demarcación de centrocampista para el Antalyaspor de la Superliga de Turquía.

## Selección nacional
Tras jugar con las categorías inferiores de la selección, finalmente el 7 de junio de 2024 hizo su debut con la selección de Polonia en un partido amistoso contra Ucrania que finalizó con un resultado de 3-1 a favor del combinado polaco tras los goles de Sebastian Walukiewicz, Piotr Zieliński y Taras Romanczuk para Polonia, y de Artem Dovbyk para Ucrania.

## Clubes
| Club          | País    | Año       | Partidos | Goles |
| ------------- | ------- | --------- | -------- | ----- |
| Lechia Gdańsk | Polonia | 2020-2023 | 67       | 3     |
| Antalyaspor   | Turquía | 2023-     | 75       | 0     |